# Astrid Løken
Pour les articles homonymes, voir Løken.
Astrid Løken (née le 14 avril 1911 à Kristiania et morte le 9 janvier 2008) est une entomologiste norvégienne, spécialiste des bourdons. Durant la seconde Guerre mondiale, elle fait partie de la résistance norvégienne. Elle passe la majeure partie de sa carrière professionnelle à l'Université de Bergen, de 1949 à 1979. Elle est la première femme membre de la Société norvégienne d'entomologie et se spécialise dans le genre de bourdon Bombus.

## Biographie
Astrid Løken est née le 14 avril 1911 à Kristiania, qui devient Oslo en 1925, dans une famille de militaires. Son père est professeur agrégé mais, chaque été il est lieutenant-colonel. Passionné de pêche à la truite, il emmène souvent la famille dans des expéditions  durant lesquelles Astrid Løken acquiert un sens de la nature et de débrouillardise.
En 1938, elle perd son fiancé, Kjell, mort de la tuberculose. Elle ne se remet jamais complètement de cette perte et on attribue à ce deuil son détachement vis-à-vis du danger et de la mort,. « Je n'ai jamais eu peur. Que j'en sorte vivante ou morte, je m'en fichai longtemps. Sa mort m'a affectée à vie. »
Elle fait des études à l'Université d'Oslo où elle obtient un diplôme de candidatus realium (maîtrise) en 1942,.
En 1941, elle devient la première femme membre de la Société norvégienne d'entomologie. Elle est longtemps membre du conseil d'administration, vice-présidente de 1960 à 1965  et organise la 17e réunion des entomologistes nordiques, qui se tient à Bergen en 1977,. Elle en devient membre honoraire en 1991.

## La Résistance
Le 9 avril 1940, la Norvège est envahie par l'Allemagne nazie. À ce moment-là, Astrid Løken étudie au Laboratoire zoologique du campus de Blindern. Elle rejoint immédiatement la résistance, d'abord en distribuant des journaux clandestins. Au printemps 1941, Astrid Løken rejoint XU, une organisation de renseignement clandestine qui relève du haut commandement norvégien en exil au Royaume-Uni. XU va devenir l'organisation de renseignement dominante du mouvement de résistance norvégienne. Elle a des agents dans tout le pays, jusque dans le cercle restreint de Vidkun Quisling et infiltre des organisations gouvernementales telles que la police et la poste. Elle porte le nom de guerre Eva,,.
Elle travaille d'abord au laboratoire photo de Blindern où elle photographie des cartes topographiques, essentielles pour les agents en mission. Le gardien étant membre du Nasjonal Samling, elle ne peut travailler que la nuit,. Après six mois, à l'automne 1941, elle rejoint l'équipe de direction de XU, où elle est, avec Anne-Sofie Østvedt, une des deux femmes d'une équipe de huit personnes. Elle reste active dans l'organisation jusqu'à la paix en 1945, devenant le membre avec le plus long temps de service. Elle n'est jamais entrée en clandestinité mais a vécu une double vie pendant quatre ans. Pendant ce temps, elle poursuit ses études, obtient son diplôme et commence ses recherches sur les bourdons.
Pour éviter que ses membres ne révèlent des informations en cas d'arrestation, l'organisation XU est basée sur un secret extrême. Les membres ne se connaissent que peu entre eux. La pression physique et mentale est grande et, comme les autres membres, Astrid Løken porte une pilule de cyanure au cas où elle devrait se suicider, vit avec un pistolet sous son oreiller, des bombes incendiaires sur la table de chevet et des grenades à main au bord du lit. « Personne, pas même les plus proches, ne savait ce que nous faisions. La famille pensait que j'étais une fanatique du dossier de la recherche à l'université parce que je n'avais jamais le temps de m'impliquer dans quoi que ce soit. » dit-elle plus tard. En tant que membre de la direction centrale de XU, elle est l'une des rares à connaître l'emplacement des quartiers généraux, Geitemyrsveien 48.
En 1943, Astrid Løken passe un mois et demi sur le plateau de Hardangervidda, une zone militaire interdite d'accès pour laquelle elle bénéficie d'une autorisation spéciale en tant qu'entomologiste, pour collecter des données sur le Bombus. C'est le Reichskommisar Josef Terboven, le plus haut dirigeant nazi de Norvège qui a délivré l'autorisation en raison de sa grande sensibilité. Elle sollicite aussi plusieurs autres permis lui permettant de passer la nuit dans des fermes et des étables sans que les propriétaires se mettent en difficulté et de tickets de rationnement supplémentaires (elle insiste sur e fait que son travail étant aussi pénible que celui d'un homme, elle a droit aux mêmes rations), : « je trouve injuste de devoir travailler dans des conditions plus difficiles que l'autre sexe… »
Elle peut alors voyager librement dans la région où elle photographie des ponts, des routes et des terrains, pour donner aux alliés des informations plus détaillées sur les transports possibles et les pertes aériennes. Les films sont développés dans le sous-sol d'une ferme et plus tard passés en contrebande par train à Oslo. Elle n'oublie pas les bourdons, cartographie les zones où vivent les différentes espèces, quelles fleurs elles préfèrent et à quel moment de la journée elles sont actives,,.
Elle coordonne aussi le tri du matériel de renseignement qui est envoyé au siège de XU à Oslo et sillonne la ville la nuit, à vélo avec du matériel avant de reprendre son travail au matin.
Comme tous les autres membres de XU, Astrid Løken garde le silence sur son travail secret après la guerre. Les membres avaient juré de ne rien dire jusqu'à ce que l'histoire officielle de l'organisation soit disponible. Ce n'est qu'en 1989 que le ministre de la Défense Johan Jørgen Holst révoque cette promesse de confidentialité. Il a fallu près de 50 ans avant qu'Astrid Løken ne parle de son passé et donne quelques interviews.

## Entomologie
Après la guerre, elle est épuisée - elle est même hospitalisée pour cela - mais profite d'une bourse d'études de l'American Association of University Women pour effectuer un séjour de recherche en horticulture et entomologie à l'Université d'état du Michigan. Dans cette université, comme femme célibataire, elle est empêchée de mener des recherches avec des hommes mariés car cela pourrait nuire à sa réputation. Elle passe également deux mois dans un centre de recherche à Logan, dans l'Utah.

### Université de Bergen
De retour en Norvège, elle obtient en 1947 un poste d'assistante de recherche au Département d'apiculture de l'Université norvégienne pour les sciences de la vie d'Ås. En 1949 elle est conservatrice du musée zoologique de l'Université de Bergen. En 1973 elle en devient conservatrice en chef et y reste jusqu'à sa retraite en 1979. Sa tâche principale au musée zoologique est la réorganisation et l'expansion de la grande collection d'insectes. À partir de 1957, elle reprend le travail sur le terrain et parcourt le pays du nord au sud pour collecter des spécimens.
Son intérêt particulier porte sur le bourdon (Bombus) pour lequel elle réalise un vaste travail de terrain dans de grandes parties de la Norvège. En 1973, elle en publie le fruit dans son œuvre majeure, Études sur les bourdons scandinaves qui constitue la base de son doctorat,. L'ouvrage est une étude faunistique, taxonomique et zoogéographique des bourdons nordiques. Elle publie plusieurs articles sur le Bombus consobrinus et sa relation et sa relation avec l'Aconitum septentrionale, tyrihjelm, considéré par certains botanistes comme une sous-espèce de l'Aconitum lycoctonum. Le nom scientifique est alors Aconitum lycoctonum subsp. septentrionale, une plante qui a donné leur nom norvégien aux bourdons et qui est la source de nutrition la plus importante du bourdon.

### Après la pension
À sa retraite, elle revient à Oslo et travaille encore, comme chercheuse principale, dans le Département de zoologie de l'Université d'Oslo. Elle poursuit son travail sur les bourdons. Pendant un certain temps, elle est chercheuse principale au Conseil norvégien de la recherche pour les sciences et les sciences humaines et publie un ouvrage majeur sur le bourdon scandinave du genre Psithyrus, le bourdon coucou qui, comme l'oiseau du même nom, ne peut survivre sans l'aide d'autres bourdons. Elle publie également, à cette époque, les tables de détermination sur les bourdons et les vespidés.
En 1991, à l'occasion de son 80e anniversaire, l'entomologiste Lauritz Strømme publie un article dans le magazine des membres de la Société norvégienne d'entomologie, dans lequel il souligne l'importance de son travail sur le terrain.
La même année, elle devient membre honoraire de la Société norvégienne d'entomologie.
Au fil des années Astrid Løken développe les collections à partir de presque rien pour devenir l'une des plus importantes du pays. Elle examine environ 56 700 spécimens de bourdons. Elle en collecte elle-même 18 000 dans les années 1939 à 969. Elle cartographie les habitats et décrit le mode de vie de 29 espèces de bourdons, sur les 35 espèces identifiées en Norvège. Ce sont ces observations de terrain précises sur l'écologie et la répartition des abeilles sociales, sur les insectes qui pollinisent les plantes utiles, comme le Bombus consobrinus, qui s'adapte à la floraison de l'Aconitum septentrionale qui rendent ses recherches essentielles pour l'entomologie en Norvège. Elle construit un vaste réseau professionnel avec des contacts au pays et à l'étranger. Il est très important pour elle que les collections du musée soient utilisées dans la recherche afin qu'elles contribuent à de nouvelles publications,.
Ses tables de détermination sur les guêpes et les bourdons de la série des tables d'insectes norvégiennes sont largement utilisées. Une liste de toutes ses publications est publiée dans le journal de la Société d'entomologie.
La bibliothèque du Musée universitaire de Bergen conserve 15 de ses carnets de terrain de la période 1939-1969. Ils donnent un aperçu de son travail de terrain sur de nombreuses années.
Astrid Løken décède le 9 janvier 2008.

## Publications
- (en) Bumble bees in relation to Aconitum septentrionale in Central Norway (Øyer), Nytt Mag. Naturvid. 87, p. 1-60
- (en) Bumble bees in relation to Aconitum septentrionale in Western Norway (Eidfjord). Norsk entomologisk tidsskrift 8, p. 1-16
- (en) Bombus consobrinus Dahlb., an oligolectic bumble bees Hymenoptera, Apès international d'entomologie, 1960. p. 517-522
- (en) Studies on Scandinavian bumble bees (Hymenoptera, Apidae). Norsk entomologisk tidsskrift 20, 1973 p. 1-218.
- (no) Humler, Norske Insekttabeller n. 9, 1985 réed. 1992
- (no) Stikkeveps, Norske Insekttabeller n.11, 1987